# Jacek Dzięgiel
Jacek Dzięgiel (ur. 10 stycznia 1985 w Toruniu) – polski hokeista.

## Kariera
- Stoczniowiec Gdańsk (2003–2005)
- TKH Toruń (2005–2010)
- KTH Krynica (2010)
- Nesta Toruń (2010-2016)

Od 2014 do 2016 był kapitanem drużyny toruńskiej; po sezonie 2015/2016 zakończył karierę.
W trakcie kariery zyskał pseudonim Bida.

## Sukcesy
- Puchar Polski: 2006 z TKH Toruń